# Alicia Kaufmanas
Alicia Kaufmanas, född 20 december 1940, är en argentinsk friidrottare. Hon deltog vid olympiska sommarspelen 1964 och olympiska sommarspelen 1968.